# Moskorzew
Moskorzew (daw. Moskarzew) – wieś w Polsce położona w województwie świętokrzyskim, w powiecie włoszczowskim, w gminie Moskorzew.
W latach 1954–1972 wieś należała i była siedzibą władz gromady Moskorzew. W latach 1975–1998 miejscowość administracyjnie należała do województwa częstochowskiego.
Miejscowość jest siedzibą gminy Moskorzew.
Moskorzew jest punktem początkowym  żółtego szlaku turystycznego do Szczekocin (szlaku „kosynierów”), prowadzącego po polach bitwy pod Szczekocinami.

## Położenie
Moskorzew leży przy granicy z województwem śląskim, 28 kilometrów na południe od Włoszczowy i 66 kilometrów na południowy zachód od Kielc, na obszarze Niecki Włoszczowskiej. Na terenie wsi znajdują się źródła Białej Nidy.

## Komunikacja
Przez miejscowość przebiega droga krajowa nr 78 z Chmielnika do granicy z Czechami w Chałupkach.
Na przystanku PKS zlokalizowanym przy tej drodze zatrzymują się autobusy dalekobieżne do Katowic, Ostrowca Świętokrzyskiego, Starachowic, Tarnobrzega oraz autobusy obsługujące trasy lokalne do Włoszczowy, Szczekocin, Jędrzejowa oraz innych miejscowości gminy.

## Historia
- 1239 – pochodzący z Moskorzewa Jan herbu Pilawa realizuje misję poselską Bolesława Wstydliwego na Węgry
- 1334 – powstaje drewniany kościół w Moskorzewie. Potwierdzone dokumentami kościelnymi istnienie parafii w Moskorzewie
- 1386–1434 – okres panowania Władysława Jagiełły; Klemens z Moskorzewa pełni urząd podkanclerzego królewskiego, uczestniczy w zakładaniu Uniwersytetu i funduje trzy prebendy w katedrze wawelskiej
- 1387 – udział rycerza Mikołaja z Moskarzewa, podkanclerzego Królestwa Polskiego w orszaku królewskim Władysława Jagiełły i Jadwigi
- 1394 – podkanclerzy koronny Klemens Moskarzewski właściciel tej miejscowości buduje istniejący do dziś kościół murowany w Moskorzewie
- 1408 – śmierć Klemensa z Moskorzewa, pełniącego urząd podkanclerski w czasach Jagiełły; pochowany w ufundowanym przez siebie kościele w Moskorzewie. Z Klemensem występowali dwaj inni Pilawici bracia: Henryk i Sieciech z Moskarzewa.
- 1558 – Moskorzewscy oddają kościół na potrzeby zboru kalwińskiego
- 1560 – we wsi urodził się Hieronim Moskorzowski, późniejszy działacz reformacyjny braci polskich
- 1562 – zbór kalwiński zostaje przekształcony w zbór braci polskich
- 1626 – dziedzic Moskorzewa Remigiusz Moskorzewski funduje ołtarz św. Żołnierzy
- 1721 – właścicielem Moskorzewa zostaje Michał z Bogucic Bogucki
- 1780 – Moskorzew staje się własnością generała Michałowskiego
- 1794 – pożar kościoła i plebanii w Moskorzewie
- 1824 – Franciszek i Antonilia Dobieccy sprzedają wieś Janowi Kantemu Kowalskiemu
- 1827 – wieś Moskorzew liczy 206 mieszkańców zamieszkujących 31 domów
- 1893 – Słownik Geograficzny Królestwa Polskiego wymienia wieś Moskorzew jako miejscowość położoną pomiędzy wsiami Goleniowy i Chlewiska, posiadającą murowany kościół fundacji Klemensa Pilawy, urząd gminny, gorzelnię, cegielnię, młyn wodny i tartak. Znajdują się tu 52 domy mieszkalne zamieszkiwane przez 523 mieszkańców.
- 1892–1906 – remont kościoła przeprowadzony przez Potockich, ówczesnych właścicieli Moskorzewa
- 2007 – rozpoczęcie prac renowacyjnych kościoła z funduszy UE

## Zabytki

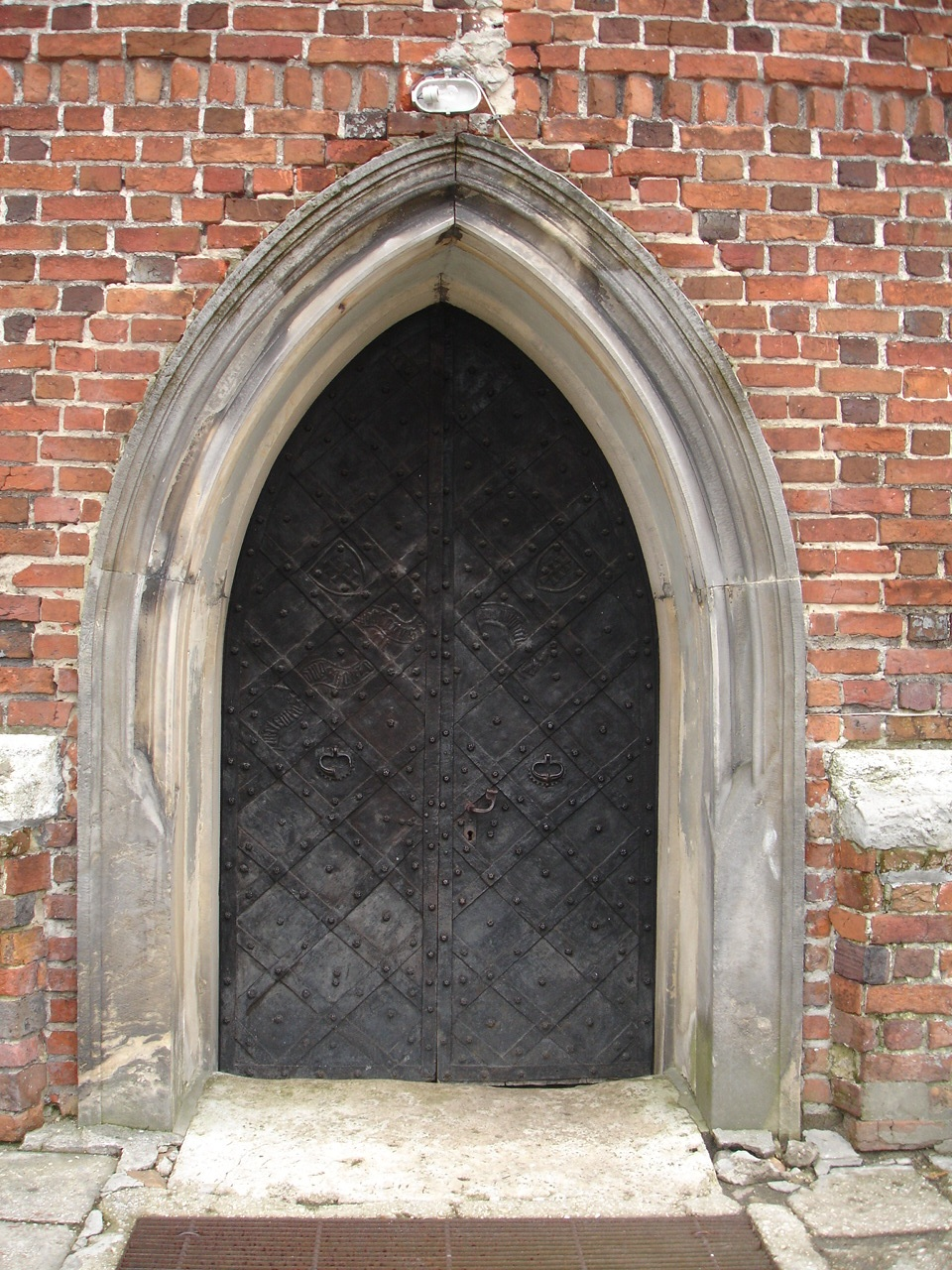
Kościół pw. św. Małgorzaty, dekorowane herbami Pilawa gotyckie drzwi do świątyni

W kościele parafialnym, który jest byłym zborem zachowały się płyty nagrobkowe arianek: Barbary z Dąbrowskich Moskorzowskiej, Zofii z Sancygniowskich Karsznickiej oraz Doroty Moskorzowskiej. Wspomina o tym Józef Szymański w pracy „Szlakiem Braci Polskich”.
- zespół kościoła parafialnego pw. św. Małgorzaty
  - kościół murowany w latach 1380 - 1394, restaurowany w latach 1892-1906
  - plebania murowana z przełomu XIX i XX wieku
  - cmentarz przykościelny z XIV wieku
- zespół cmentarza parafialnego
  - kaplica cmentarna z końca XIX wieku
  - cmentarz z początku XIX wieku
- zespół dworski (częściowo zburzony)
  - dwór drewniany z końca XVIII wieku; przebudowany na przełomie XIX i XX wieku
  - oficyna murowana z połowy XIX wieku
  - tzw. murowaniec z XVI wieku, według tradycji dawny budynek zboru Braci Polskich
  - stajnia murowana z połowy XIX wieku
  - spichlerz murowany z połowy XIX wieku
  - pozostałości parku z II połowy XIX wieku

## Osoby związane z Moskorzewem
- Hieronim Moskorzowski – działacz reformacyjny braci polskich, pisarz i wydawca.
- Leonard Świderski – proboszcz parafii Moskorzew, działacz ruchu księży patriotów, publicysta, autor książki Oglądały oczy moje[7].